# Urge (Band)
Urge ist eine Post-Hardcore-Band aus Hannover-Linden. Sie wurde 1988 gegründet, 1991 aufgelöst und 2019 reformiert.

## Bandgeschichte
Die erste Single von Urge Dog’s Life erschien 1989. Im Jahr 1990 nahm die Band ihren Live-Auftritt aus dem Jugendzentrum Glocksee in Hannover auf. Die Aufnahme wurde als Listen Carefully to the Powerful Urge Outburst über das Label RPN Records veröffentlicht. Im Jahr 1991 erschien das Debüt Why Hide the Lie über das gleiche Label. Die Veröffentlichung wurde von Götz Kühnemund für das Rock Hard als „empfehlenswert!“ gelobt. Im gleichen Jahr bestritt die Gruppe eine Europatournee mit Fugazi. Im Anschluss an die Tour mit Fugazi folgte eine Spanien-Tour. Das Musikmagazin SPEX schrieb, dass Urge Live „der hundertprozentige Tollschock“ sei. Es folgten weitere Auftritte in Europa. In Deutschland spielten sie so gut wie in jedem Jugendzentrum. Urge beteiligte sich an der Gründung der Spirit-Family; mit Militant Mothers, Bionic, Kickrun und Suckspeed. Ein Zusammenschluss von Hannoveraner Hardcorebands der sich ebenso wie Urge 1991 auflöste. Im Sommer des Jahres 2019 reformierte sich die Band.

## Stil
Götz Kühnemund beschreibt die Musik von Urge als abwechslungsreich im Hardcore Punk beziehungsweise Post-Hardcore mit Songs die einen ungewöhnlich markanten Metal-Anteil besäßen. So weise die Musik eine „starke Instrumentierung, energische, rauhe Vocals und eine saubere, druckvolle Produktion, die sich angenehm vom üblichen Hardcore-Geschepper abhebt“ auf. Selbst verweist die Gruppe auf Bands wie Fugazi, MDC, Melvins, Bad Brains, Black Flag, No Means No, Victims Family und Rollins Band als Vergleichsgrößen, Live-Partner und Einflüsse.

## Diskografie
- 1990: Listen Carefully to the Powerful Urge Outburst (Live-Album, RPN Records)
- 1991: Why Hide the Lie (RPN Records)
- 2023: Noiseversity  (Rookie Records)